# Archie Ryan
Archie Ryan (16 novembre 2001) è un ciclista su strada e ciclocrossista irlandese che corre per il team EF Education-EasyPost.

## Palmarès

### Strada
- 2022 (Jumbo-Visma Development Team, due vittorie)

2ª tappa Okolo Slovenska (Hlohovec > Banská Štiavnica)
5ª tappa Ronde de l'Isard (Carbonne > Goulier-Neige)
- 2023 (Jumbo-Visma Development Team, due vittorie)

7ª tappa, 2ª semitappa Tour de l'Avenir (Les Karellis > Val-Cenis)
Coppa Città di San Daniele
- 2024 (EF-Education EasyPost, una vittoria)

4ª tappa Settimana Internazionale di Coppi e Bartali (Brisighella > Brisighella)

#### Altri successi
- 2022 (Jumbo-Visma Development Team)

Classifica giovani Okolo Slovenska
2ª tappa Ronde de l'Isard (Bagnères-de-Bigorre > Bagnères-de-Bigorre, cronosquadre)
- 2024 (EF Education-EasyPost)

Classifica giovani Settimana Internazionale di Coppi e Bartali

## Piazzamenti

### Classiche monumento
- Liegi-Bastogne-Liegi

2024: 55º
2025: 61º
- Giro di Lombardia

2024: 17°

### Competizioni mondiali
- Campionati del mondo su strada

Innsbruck 2018 - In linea Junior: 80º
Yorkshire 2019 - In linea Junior: 69º
Zurigo 2024 - In linea Elite: 21º
- Campionati del mondo di ciclocross

Valkenburg 2018 - Junior: 70º

### Competizioni europee
- Campionati europei su strada

Alkmaar 2019 - Cronometro Junior: 42º
Alkmaar 2019 - In linea Junior: ritirato
Anadia 2022 - In linea Under-23: 88º